# 苏进
苏进（1907年7月23日—1992年2月29日），河南省郾城县人，中国人民解放军将领、中国人民解放军开国少将。

## 生平
1922年春加入冯玉祥部，当年夏天被选入冯玉祥部的学兵团。1926年调任冯玉祥的副官，参加北伐战争。
1927年9月，在冯玉祥资助下，与冯玉祥的长子冯洪国一起去日本陆军士官学校留学。1930年8月以所学专业第三名的成绩毕业，任冯玉祥总司令部参谋，不久调任第14师手枪旅（冯玉祥的卫队旅）中校参谋长。
1931年11月任第二十六路军第74旅第1团（冯玉祥卫队“手枪旅”缩编）中校团副时参加宁都起义。
1932年1月“毛泽东还找在‘宁都起义’中起了积极作用的季振同、苏进、卢寿椿谈话，详细了解情况，批准他们三人入党。卢寿椿随后担任了红五军团第15军第43师师长，苏进担任第15军第44师师长。”苏进的入党介绍人是刘伯坚、左权、高自立（时任红43师政委）。后任红一军团随营学校总队长，中央红军学校主任教员，红军大学参谋科长，特科学校训练处主任等职，参加长征。“一九三七年七月在抗大总结二期工作会上，毛泽东主席讲话中曾提到苏进同志的问题。毛主席说， ‘苏进同志的季（振同）黄（中岳）问题要平反’。并代表中央向苏进同志道了歉。”
抗日战争时期，任八路军359旅副旅长。
第二次国共内战期间，担任东北野战军炮兵副司令兼炮兵纵队司令员、东北野战军特种兵第一副司令员兼参谋长等职。
建国后任炮兵副司令员。1955年，授予中国人民解放军少将。1978年2月22日总政治部以（1978）政复字第2号文件为苏进彻底平反。1992年去世。